# Sphaerella conigena
Sphaerella conigena är en svampart som beskrevs av Peck 1885. Sphaerella conigena ingår i släktet Sphaerella och familjen Mycosphaerellaceae.   Inga underarter finns listade i Catalogue of Life.